# 斯坎迪亞鎮區 (北達科他州博蒂諾縣)
斯坎迪亞鎮區（英語：Scandia Township）是位於美國北達科他州博蒂諾縣的一個鎮區。

## 地方資料
斯坎迪亞鎮區的面積為113.60平方千米，皆為陸地。根據2010年美國人口普查的數據，當地共有人口46人，而人口密度為每平方千米0.4人。